# KZ Fuhlsbüttel

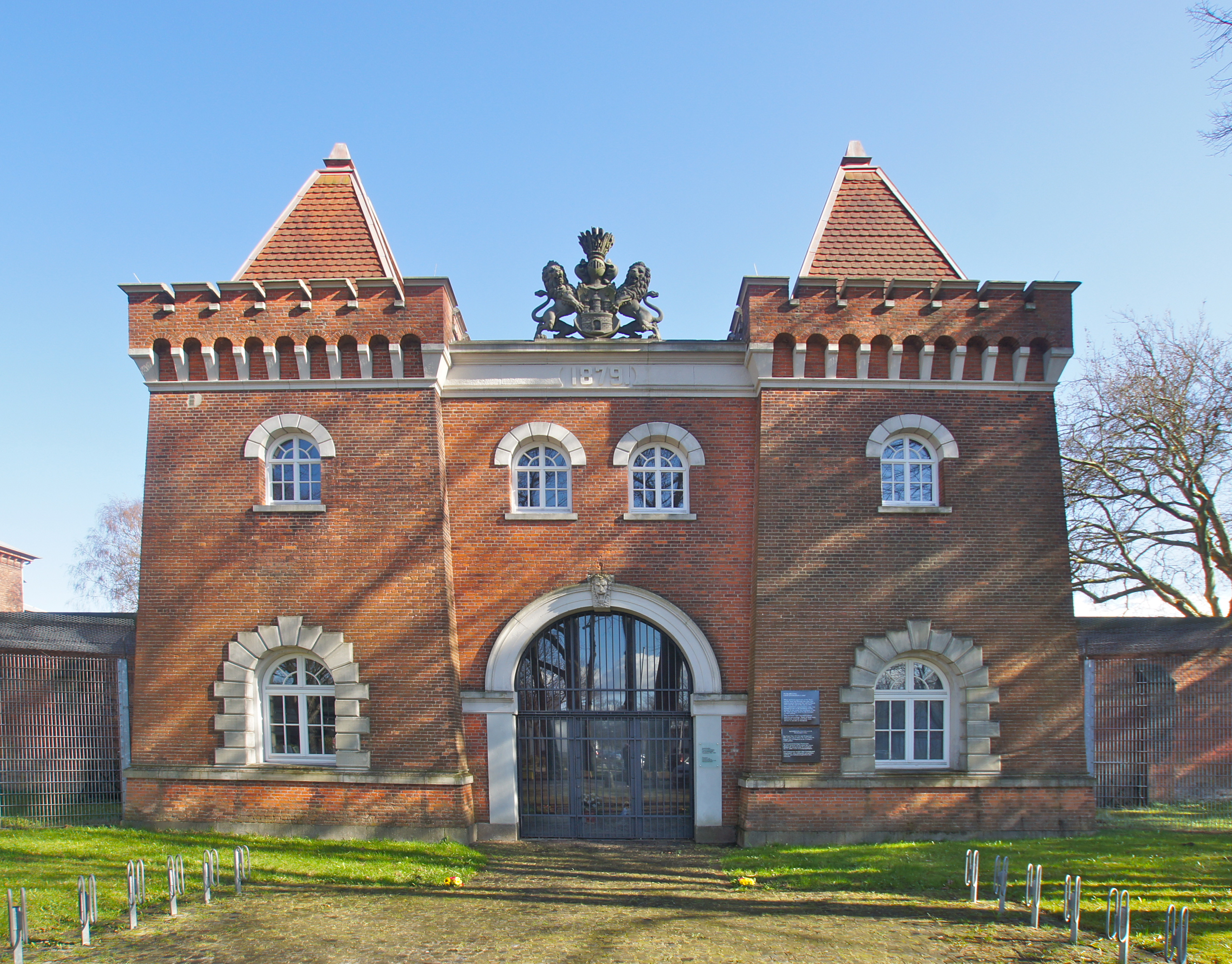
Der Eingang zum ehemaligen Konzentrationslager Fuhlsbüttel: Altes Torhaus – heute Gedenkstätte (2007)

Das Konzentrationslager Fuhlsbüttel, auch Kola-Fu genannt, wurde ab März 1933 innerhalb des Gebäudekomplexes der Strafanstalt Fuhlsbüttel in Hamburg errichtet und bestand bis zum April 1945, also über die gesamte Zeit des Nationalsozialismus. Es wird als einer der zentralen Orte in Hamburg benannt, „an denen sich Unterdrückung und Terror der faschistischen Herrschaft manifestierten“. In den ersten Monaten zur Unterbringung von Schutzhaftgefangenen genutzt, wurde es ab dem 4. September 1933 der SS-Bewachung unterstellt und förmlich zum KZ erklärt. Mitte 1936 ordnete Heinrich Himmler die Umbenennung zum Polizeigefängnis an, da es unter der Verwaltung der Gestapo stand. Unter diesem Namen wurde es bis zu seiner Evakuierung Mitte April 1945 weiter genutzt, es fanden dabei jedoch mehrmals Verlegungen innerhalb des Gebäudekomplexes statt.
Hinzu kam vom 25. Oktober 1944 bis zum 15. Februar 1945 die Einrichtung eines Außenlagers des Konzentrationslager Neuengamme in einem weiteren Gebäudeteil. Die Haftanstalt Fuhlsbüttel mit Gefängnis und Zuchthaus für Männer existierte über den gesamten Zeitraum parallel und wird seit 1945 als Justizvollzugsanstalt weitergeführt. 1987 wurde im ehemaligen Torhaus am Suhrenkamp eine Gedenkstätte eingerichtet, die seit 2003 eine Dauerausstellung zur Geschichte des KZ und der Lebenswege verschiedener Opfer zeigt.

## Einrichtung von März bis September 1933
Am Abend nach der Reichstagswahl am 5. März 1933 besetzten die Nationalsozialisten das Rathaus, ernannten den SA-Standartenführer Alfred Richter zum Reichskommissar für die Hamburger Polizei und übernahmen die Polizeigewalt in der Stadt. Der offene Terror gegen die politischen Gegner setzte noch in derselben Nacht ein, auf der Grundlage der nach dem Reichstagsbrand erlassenen Verordnung zum Schutz von Volk und Staat vom 28. Februar 1933 und dem damit geschaffenen Instrument der Schutzhaft kam es zu Massenverhaftungen. Allein im März 1933 wurden 552 Personen, zumeist aus dem KPD-Umfeld und insbesondere deren leitenden Funktionäre, festgenommen. Einher ging dies mit der umgehenden Umgestaltung und Gleichschaltung der Polizei, dem Einsatz von SA-Hilfspolizisten und der Einrichtung eines Kommando z. b. V. (zur besonderen Verwendung), das der Staatspolizei unterstand und sich aus SA- und SS-Mitgliedern rekrutierte.
| 1933      | Fuhlsbüttel | Wittmoor | Verhaftungen |
| --------- | ----------- | -------- | ------------ |
| März      | 48          | -        | 552          |
| April     | 478         | 20       | 763          |
| Mai       | 571         | 100      | 435          |
| Juni      | 623         | 100      | 244          |
| Juli      | 579         | 110      | 407          |
| August    | 414         | 124      | 197          |
| September | 479         | 140      | 123          |
| Oktober   | 732         | 110      | 320          |
| November  | 820         | -        | 280          |
| Dezember  | 725         | -        | 103          |

Die Inhaftierten wurden zunächst im Hauptquartier der Staatspolizei (ab 1935 in der Staatspolizeileitstelle der Gestapo) im Stadthaus verhört und in den meisten Fällen brutal misshandelt. Anschließend brachte man sie in der Untersuchungshaftanstalt Hamburg unter, aus Platzmangel bald schon provisorisch auf dem Dachboden, oder im Polizeigefängnis Hütten. Die Kapazitäten waren schnell erschöpft, so dass man bereits Ende März dazu überging, Schutzhäftlinge in einem leerstehenden und zum Abriss vorgesehenen Gebäudeteil der Strafanstalt Fuhlsbüttel einzuweisen, zunächst im ehemaligen Zuchthaus für Männer und dem gegenüberliegenden Werkhaus im sogenannten Sternenbau im östlichen Teil des Geländes.
Am 31. März 1933 verfügte der inzwischen zum Polizeisenator ernannte Alfred Richter die Einrichtung des Konzentrationslagers Wittmoor auf dem Gelände einer Torfverwertungsfabrik im Norden Hamburgs, doch die Anlage bewährte sich nicht, sie wurde bereits im Oktober 1933 wieder aufgelöst. Die verbliebenen Häftlinge überstellte man nach Fuhlsbüttel. Die dortigen Bedingungen und Örtlichkeiten betrachtete die NS-Führung als geeigneter und ausbaufähig.

## Unter SA-Kommandantur bis Juli 1934
Die Bewachung der Häftlinge in Fuhlsbüttel unterstand in den ersten Monaten den Beamten des Strafvollzugsdienstes, die Haftbedingungen entsprachen den üblichen, die Gefangenen wurden nicht misshandelt, zudem gab es kaum Arbeitsmöglichkeiten, so dass innerhalb nationalsozialistischer Kreise Beschwerden laut wurden, ihre Gegner führten auf Kosten des Staates eine „angenehme Haft“. Am 3. August 1933 inspizierte Gauleiter Karl Kaufmann die Einrichtungen in Fuhlsbüttel sowie in Wittmoor und war empört über die vorgeblich nachlässigen Zustände. Er drängte darauf, die „Konzentrationshäftlinge“ unter eine einheitliche und straffe Verwaltung in Fuhlsbüttel zu stellen. Die Umsetzung erfolgte am 4. September 1933 mit der Einsetzung seines Adjutanten und Vertrauten, des SA-Führers Paul Ellerhusen, als Lagerkommandanten sowie der Ablösung der Strafvollzugsbeamten durch ein SS-Kommando unter der Leitung des SS-Sturmführers Willi Dusenschön.
Zudem erfolgte die Verlegung der Häftlinge aus dem Sternenbau in das ebenfalls zum Abbruch vorgesehene ehemalige Frauengefängnis Fuhlsbüttel im südlichen Teil des Geländes, in dem auch die Wachmannschaft untergebracht wurde. Die Misshandlungen setzten unmittelbar ein. Schon beim ersten Antritt zum Appell wurde den Häftlingen eine unerbittliche und harte Behandlung angekündigt und sogleich von der SS-Wachmannschaft Kolbenstöße und Fußtritte ausgeteilt. Die Gefangenen wurden in drei Gruppen unterschiedlich strenger Haftbedingungen eingestuft: die erste Gruppe sollte bei einwandfreier Führung normale Verpflegung, einmal im Monat Post und Schreiberlaubnis sowie Raucherlaubnis in der Freistunde erhalten. Die zweite Gruppe bekam keine „Vergünstigungen“ wie Post-, Schreib- und Raucherlaubnis, und umfasste diejenigen, die gegen die Anstaltsordnung verstoßen hatten oder wegen der Schwere ihrer „Vortat“ hier eingeordnet wurden. Die dritte Gruppe, die der „Aufsässigen“, kamen in Einzelhaft und nur jeden dritten Tag „warmes Essen und weiches Nachtlager“. Eine zusätzliche Verschärfung konnte durch Dunkelhaft verhängt werden.
Zum 1. Dezember 1933 wurde der Justizbehörde die Aufsicht über das Konzentrationslager entzogen und der Hamburger Staatspolizei unter deren Leiter Bruno Streckenbach unterstellt. Zu diesem Zeitpunkt begann im Kola-Fu ein Regime des Terrors. Willkürliche Misshandlungen und Schikanen waren alltäglich. Das Hamburger Konzentrationslager galt zu dieser Zeit als eines der brutalsten Lager im Deutschen Reich. Das Hamburger Landgericht stellte 1962 in seinem Urteil gegen Dusenschön fest:
„Die Häftlinge mussten stundenlang in strammer Haltung auf dem Hof stehen, sie wurden […] ins Gesicht geschlagen oder ins Gesäß getreten. […] Man ging aber auch dazu über, einzelne Häftlinge unter den entwürdigsten Umständen mit Peitschen, Ochsenziemern, Koppeln und Stuhlbeinen in viehischer Weise zu misshandeln, manchmal, bis sie bewusstlos zusammenbrachen. […] Von sogenannten Rollkommandos wurden Gefangene nachts aus den Zellen geholt und dort wüst zusammengeschlagen.“

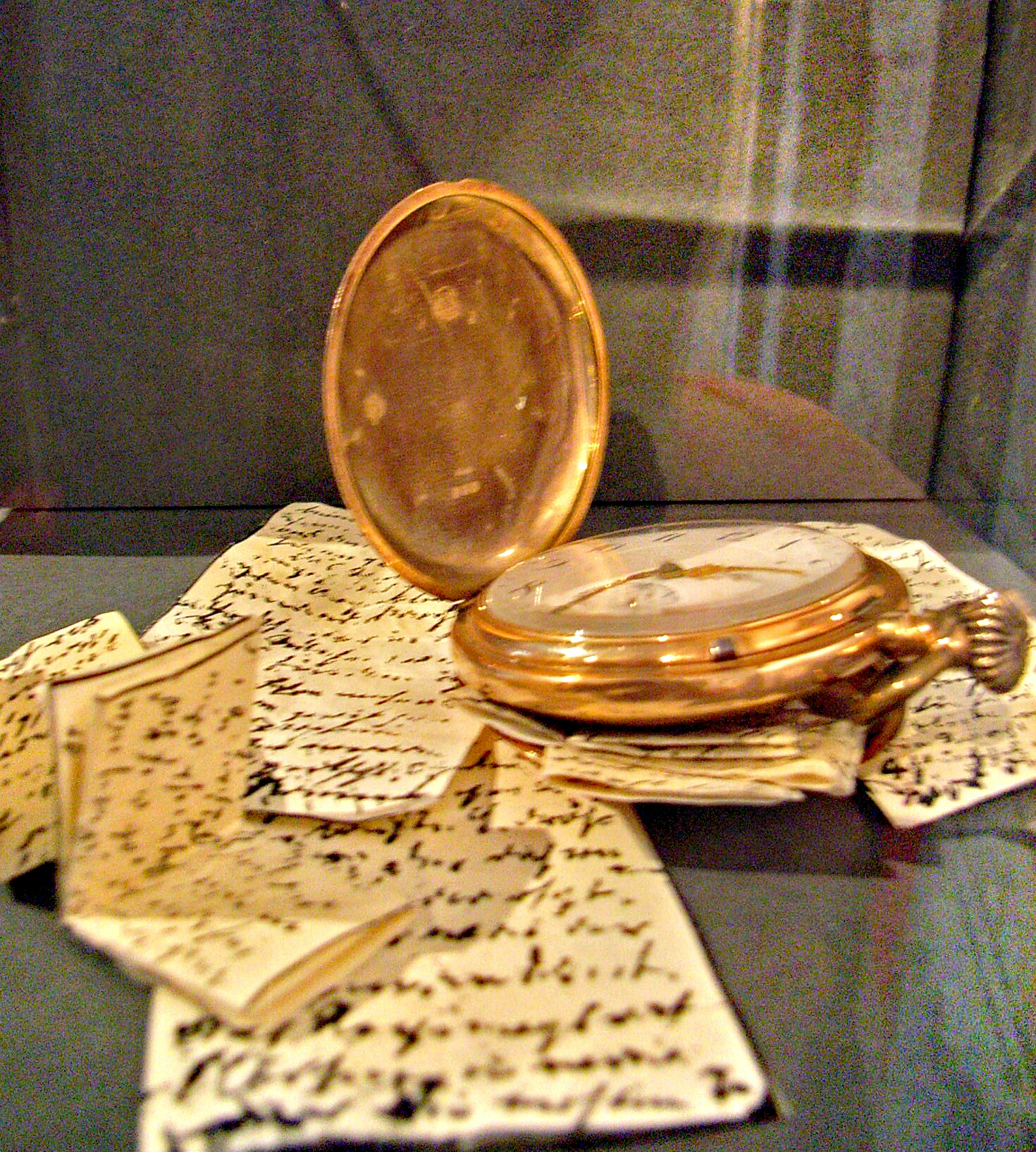
Die Taschenuhr von Fritz Solmitz mit den darin verborgenen Aufzeichnungen; heute Exponat in der Gedenkstätte Fuhlsbüttel

Bei einer Belegung zwischen 732 und 820 Häftlingen, starben zehn Personen im letzten Quartal des Jahres 1933. In vielen Fällen wurde Selbstmord als Todesursache angegeben. Entgegen den geltenden Bestimmungen wurde bei dieser Todesursache der Leichnam sofort dem Krematorium zur Verbrennung übergeben, um Untersuchungen zu verhindern. So wurde der Tod von Fritz Solmitz, Redakteur der sozialdemokratischen Tageszeitung Lübecker Volksbote, am 19. September 1933 als „Selbstrichtung“ bekanntgegeben, doch sind nach Aushändigung an die Witwe in seiner Taschenuhr verborgene Aufzeichnungen gefunden worden, in denen die systematischen Folterungen dokumentiert sind.

## Umbrüche in den Jahren 1934 und 1935
Die Zustände im Konzentrationslager blieben der Öffentlichkeit nicht verborgen. Ende 1933 erhielten Richter, Rechtsanwälte und Pastoren anonyme Rundschreiben zugestellt, in denen ein ehemaliger Häftling die Übergriffe schilderte. Im März 1934 erstattete ein Arzt Anzeige, weil ein misshandeltes Opfer im Lazarett starb. Da es sich hier um ein Mitglied der NSDAP handelte, der wegen seiner Homosexualität inhaftiert worden war, wurde der Fall nicht vertuscht, das Verfahren jedoch auf Geheiß des Gauleiters Karl Kaufmann im Herbst 1934 niedergeschlagen. Die Beschuldigten, der Kommandant Ellerhusen und der SS-Sturmführer Dusenschön, hatten sich bereits im Sommer 1934 versetzen lassen. Dusenschön war später unter anderem bei der Wachmannschaft im KZ Esterwegen und KZ Sachsenhausen tätig.
Im Juli 1934 wurde Kriminalsekretär Johannes Rode als Lagerkommandant eingesetzt. Rode gehörte der Hamburger Politischen Polizei an, die ab 1935 offiziell unter dem Namen Gestapo geführt wurde. Unter seiner Führung setzten sich die Misshandlungen, wenn auch in eingeschränktem Maße, fort. Die teilweise in der Literatur vertretene Auffassung, mit dem Kommandantenwechsel sei „den brutalen Gewalttätigkeiten ein Ende gesetzt gewesen“, wird durch die hohe Todesrate sowie zahlreiche Häftlingserinnerungen widerlegt. Von 1935 bis September 1939 sind 59 Todesfälle dokumentiert, damit weist Fuhlsbüttel die höchste Todesrate der Vorkriegslager auf. Insbesondere Rodes persönlicher Hass auf Zuhälter, Homosexuelle und wegen „Rassenschande“ verfolgter Juden führte zu schweren Übergriffen.

## Polizeigefängnis von 1935 bis 1945
Fuhlsbüttel kam im System der Konzentrationslager ab 1934 eine Sonderstellung zu, da es nicht dem „Inspekteur der Konzentrationslager“, Theodor Eicke als eigenständiges und abgeschirmtes KZ unterstellt wurde, sondern der Hamburger Staatspolizei weiterhin als „eine Art Polizeigefängnis zur Verwahrung der Schutzhäftlinge bis zur Zuführung an die Gerichte oder Überweisung an ein preußisches Konzentrationslager“ diente. Der Anspruch der Justizverwaltung auf Herausgabe der genutzten Gebäude, da diese durch die ebenfalls steigende Anzahl der Strafgefangenen benötigt würden, konnte sich gegenüber der Gestapo nicht durchsetzen. Nach einer Anweisung von Heinrich Himmler im Sommer 1936 wurde das Lager unter der offiziellen Bezeichnung „Polizeigefängnis Fuhlsbüttel“ geführt, im allgemeinen Sprachgebrauch hingegen blieb es bei Kola Fu, so dass 1940 ein weiterer Erlass mit dem Hinweis erging, die Bezeichnung Konzentrationslager sei für Fuhlsbüttel nicht zulässig.
Seit Mitte 1934 änderte sich auch die Häftlingsstruktur, so richtete man ab August 1934 eine gesonderte Abteilung für weibliche „Schutzhaftgefangene“ ein. Gegen einen Teil der politischen Häftlinge waren Prozesse eröffnet worden, nach ihrer Verurteilung lieferte man sie in Gefängnisse oder Zuchthäuser ein oder überstellte sie in andere Konzentrationslager. Andere wurden entlassen oder aber, nach wie vor ohne Gerichtsverhandlung, in das KZ Esterwegen oder andere Lager überführt. Damit ging die Anzahl der politischen Häftlinge zurück. Die Belegungszahl änderte sich in den Jahren bis 1936 von Monat zu Monat und pendelte zwischen 65 und über 700 Personen. Statistisch wurden im Tagesdurchschnitt fast 20 Häftlinge neu aufgenommen, die Fluktuation war außerordentlich hoch, jährlich gingen 7000 Personen durch das Lager.  Zwischen 1935 und 1938 waren es Zeugen Jehovas, Homosexuelle und als „Asoziale“ verhaftete, die große Gruppen der Inhaftierten stellten. Mit der Aktion „Arbeitsscheu Reich“ kamen im Juni 1938 900 Bettler, Vorbestrafte, zahlreiche Sinti und Roma und weitere stigmatisierte Minderheiten zur Schutzhaft in das Lager Fuhlsbüttel. Nach den Novemberpogromen 1938 wurden 700 Juden eingeliefert.
Mit Beginn des Zweiten Weltkrieges änderte sich die Zusammensetzung der Häftlinge erneut, Verstöße gegen die Kriegswirtschaftsordnung oder Sonderbestimmungen wie Zersetzung der Wehrkraft konnten zur Inhaftnahme führen. Auch etwa 400 Verhaftete der Swing-Jugend durchliefen 1941 das Polizeigefängnis. Ebenfalls ab 1941 kam es zur verstärkten Einlieferung von Männern und Frauen aus der Sowjetunion und Polen und auch aus westeuropäischen Ländern, denen Widerstand, Arbeitsvertragsbruch und andere Delikte vorgeworfen wurden. Bis Kriegsende waren es mehrere tausend Zwangsarbeiter, die in Fuhlsbüttel unter Schutzhaft einsaßen. Ab 1942 kam es im Zusammenhang mit der Zerschlagung von Widerstandsgruppen zu großen Verhaftungswellen, insbesondere aus dem Umfeld der Bästlein-Jacob-Abshagen-Gruppe und der Weißen Rose Hamburg wurden einige hundert Verdächtige in Haft genommen.
Der Kommandeur, Johannes Rode, übernahm im April 1943 das neu eingerichtete Arbeitserziehungslager Langer Morgen, neuer Leiter in Fuhlsbüttel wurde sein bisheriger Stellvertreter Willi Tessmann, der seinen Dienst 1934 als SS-Wachmann begonnen hatte. Ende 1944 kam es aufgrund von Überfüllung des Kola-Fu zur Verlegung von hauptsächlich politischen Schutzhäftlingen insbesondere in das KZ Neuengamme, Frauen zum Teil in das KZ Ravensbrück, ohne dass es zu Gerichtsverhandlungen und Verurteilungen gekommen wäre.

## Strafanstalten Fuhlsbüttel von 1933 bis 1945

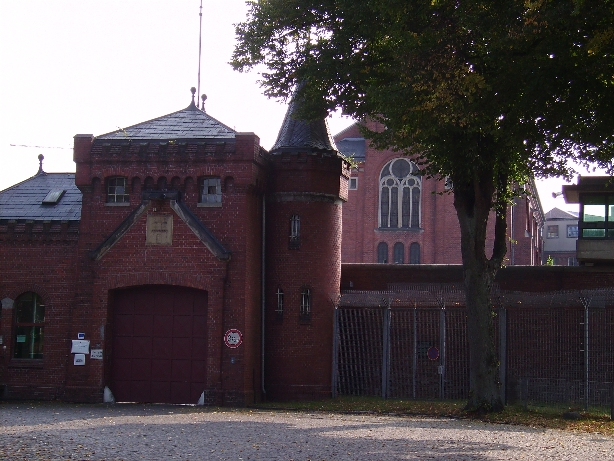
Der Eingang Am Hasenberge zu den Strafanstalten Fuhlsbüttel im Jahr 2009

Neben dem Konzentrationslager und Polizeigefängnis bestanden die Strafanstalten Fuhlsbüttel weiter. Zwar war vor 1933 der Abbruch beschlossen worden, da die baulichen Voraussetzungen dem Anforderungen des Strafvollzugs nicht mehr entsprachen – die Gebäude waren zwischen 1869 und 1906 errichtet worden – und etliche Häuser des Komplexes bereits geräumt, doch wurde diese Maßnahme von den regierenden Nationalsozialisten gestoppt. Durch die allgemeine Verschärfung der Strafverfolgung verdoppelten sich die Zahlen der Inhaftierten nahezu. Am 10. März 1933 waren 1.909 Häftlinge registriert, zum 31. Dezember 1933 wurden bereits 3.302 ohne die Schutzhäftlinge gezählt. Verurteilungen durch Sondergerichte, zum Beispiel als „Heimtücke“  bei Unmutsäußerungen über das NS-Regime, konnten ebenso zu Haftstrafen führen, wie „Vorbereitung zum Hochverrat“ bei vermuteter politischer Gegnerschaft. Teilweise wurden die Häftlinge nach Ablauf ihrer Haftzeit nicht entlassen, sondern als Sicherungsverwahrte in das KZ Neuengamme und andere überstellt, jüdische Gefangene wurden im Anschluss an ihre Haft zumeist nach Auschwitz deportiert.

## KZ-Außenlager Fuhlsbüttel von 1944 bis 1945
Am 25. Oktober 1944 wurde das Lagerhaus G am Dessauer Ufer, in dem seit September 1944 eine Außenstelle des KZ Neuengamme mit 2.000 Zwangsarbeitern eingerichtet worden war, bei einem Bombenangriff teilzerstört. 150 Häftlinge starben bei diesem Angriff, von den Überlebenden wurden am gleichen Abend 1300 Häftlinge in einem Gebäudetrakt in der Haftanstalt Fuhlsbüttel untergebracht. Das so eingerichtete Außenlager Hamburg-Fuhlsbüttel des KZ Neuengamme bestand bis zum 15. Februar 1945 an diesem Ort. Die Gefangenen, die zum großen Teil nach dem Geilenberg-Programm eingesetzt waren, wurden mit der S-Bahn zu ihren Arbeitsplätzen im Hafen transportiert und für den Bau von Panzergräben sowie zu Aufräumarbeiten bei Raffinerien und Betrieben im Hafenbereich eingesetzt. 
Damit bestanden im Winter 1944/1945 auf dem Gelände der Haftanstalt Fuhlsbüttel drei Haftstätten parallel: das Polizeigefängnis / Kola-Fu, das Justizgefängnis mit Zuchthaus und das KZ-Außenlager. Allein in diesen vier Monaten starben nachweislich 267 Menschen in den Verfolgungseinrichtungen.

## Räumung des Polizeigefängnisses im April 1945
Zum Kriegsende ließ die Gestapo auf Weisung des SS-Gruppenführers und Generalleutnants der Polizei Georg-Henning von Bassewitz-Behr das mit etwa 1000 Häftlingen belegte Polizeigefängnis räumen. Nur wenige Menschen wurden entlassen. Ab dem 12. April 1945 mussten etwa 800 Gefangene in Gruppen von 100 bis 200 einen mehrtägigen Todesmarsch zum Arbeitserziehungslager Nordmark in Kiel-Hassee beginnen, Kranke oder Entkräftete wurden unterwegs erschossen, weitere Menschen starben nach der Ankunft in Kiel aufgrund der Strapazen und der Unterversorgung.
71 Häftlinge waren auf einer gesonderten Liste aufgeführt, es handelte sich um 13 Frauen und 58 Männer, die zumeist aus Hamburger Widerstandsgruppen kamen oder als „besonders gefährlich“ galten, aber nicht vor Gericht gestellt worden waren. Sie wurden am 18. April 1945 zum KZ Neuengamme gebracht und dort unter Teilnahme von Schutzhaftlagerführer Anton Thumann zwischen dem 21. und 23. April 1945 im Arrestbunker ermordet.

## Strafrechtliche Ahndung
Willi Tessmann, der Lagerkommandeur von 1943 bis 1945, wurde 1947 von dem britischen Militärgericht wegen Verbrechen an Angehörigen der Alliierten Nationen zum Tode verurteilt und hingerichtet, ebenso zwei seiner Untergebenen. Weitere Wachleute des Polizeigefängnisses während der Kriegszeit bekamen Zuchthaus- und Gefängnisstrafen. Graf Bassewitz-Behr wurde freigesprochen, jedoch den sowjetischen Behörden wegen Mordes an 45.000 Zivilisten überstellt. Er starb 1949 in einem Arbeitslager in Ostsibirien.
Zwischen 1948 und 1952 standen außer dem Kommandanten Paul Ellerhusen weitere 19 von 80 Wachmännern vor deutschen Gerichten. Ellerhusen wurde im Januar 1950 nach den Bestimmungen des Kontrollratgesetzes Nr. 10 wegen Verbrechen gegen die Menschlichkeit zu zwölf Jahren Zuchthaus verurteilt. Bei weiteren Urteilen lag das Strafmaß zwischen einem Jahr Gefängnis und zehn Jahren Zuchthaus. Nach dem 31. August 1951 war die Anwendung des Kontrollratsgesetzes nicht mehr möglich. Dennoch führten Straftatbestände wie „vorsätzliche Körperverletzung im Amt“, „Körperverletzung mittels eines gefährlichen Werkzeuges“ oder Aussageerpressung zu vergleichbar hohen Strafen. Dennoch waren alle Verurteilten Mitte der 1950er Jahre wieder auf freiem Fuß.
Der Leiter der Wachmannschaften im KZ Fuhlsbüttel von 1933 bis 1934, Willi Dusenschön, war durch ein französisches Militärgericht wegen seiner Einsätze in verschiedenen Konzentrationslagern zu lebenslanger Zwangsarbeit verurteilt worden. Im Jahr 1961 kam es zur Anklage gegen Dusenschön wegen des Mordes an Fritz Solmitz, der Prozess fand im Herbst 1962 vor dem Hamburger Landgericht statt. Er wurde freigesprochen, da ein direkter Zusammenhang zwischen Dusenschöns Einwirken und Solmitz' Tod, der als Mord zu werten gewesen wäre, nicht nachweisbar war. Andere Straftatbestände waren verjährt.

## Gedenkstätte

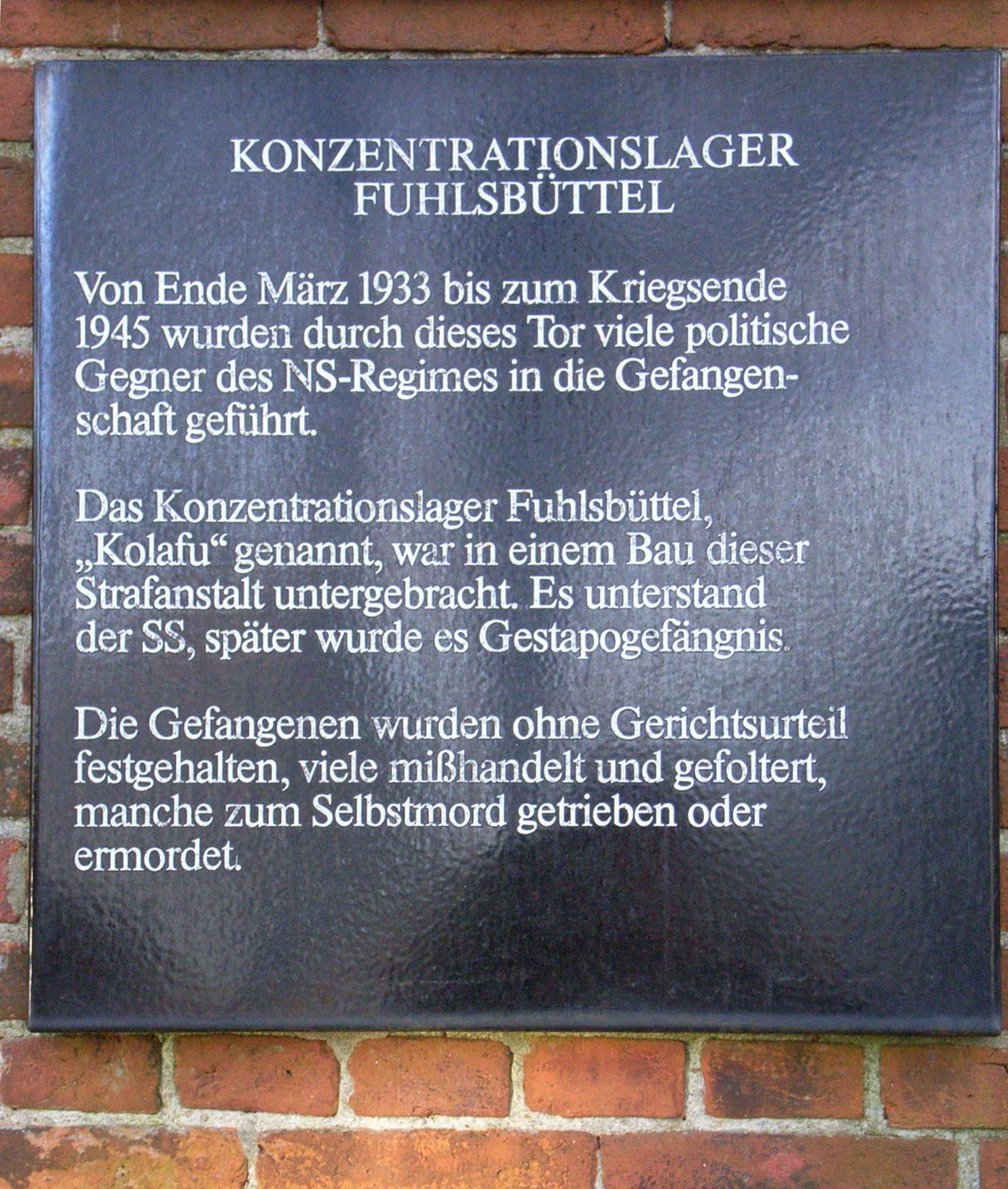
Gedenktafel am Alten Torhaus

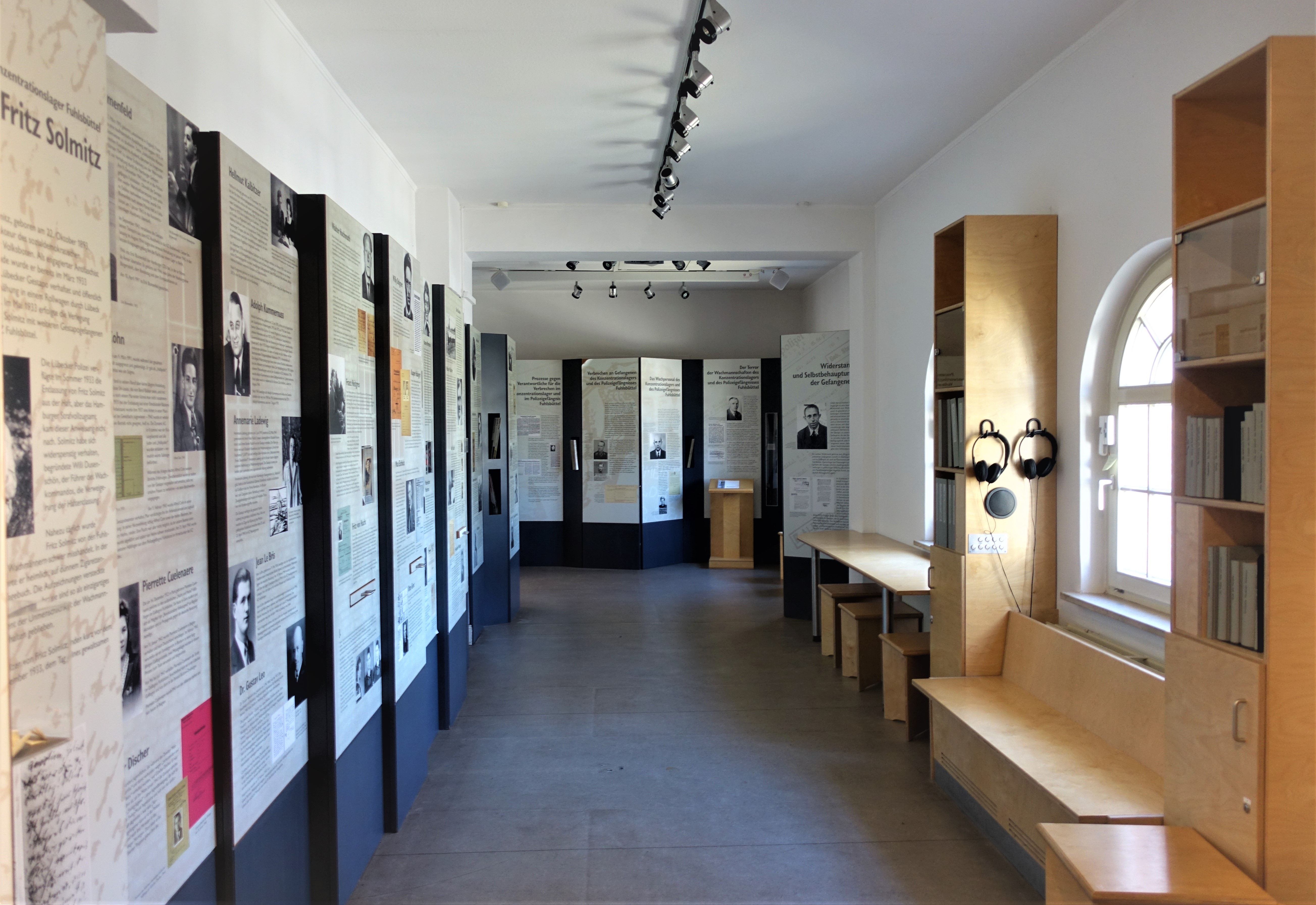
Blick in die Ausstellung

Das Alte Torhaus am Suhrenkamp war der gemeinsame Hauptzugang zum Gelände sowohl der Strafanstalt wie auch dem Konzentrationslager und späteren Polizeigefängnis. Nach 1945 wurde der Strafvollzug reformiert und die Haftanstalt Fuhlsbüttel als Justizvollzugsanstalt weitergeführt. In den 1960er Jahren verlegte die Verwaltung den Haupteingang zu dem ehemaligen Nebeneingang Am Hasenberge. Gegen den geplanten Abriss des nun ungenutzten Torhauses erhob das Denkmalschutzamt Einwände, da der Backsteinbau als architektonisches Beispiel wichtig sei.
1983 wurde im Rahmen des Hamburger Tafelprogramms am „Alten Torhaus“ eine Gedenktafel angebracht. Im März 1985 beschloss der Senat, an diesem Ort eine Gedenkstätte einzurichten. Diese eröffnete ihre erste Ausstellung am 6. November 1987. Im vergitterten Eingangsbereich befinden sich Tafeln mit Mahnungen und den Namen von Opfern sowie eine Kranzablage. Im Jahr 2003 wurde die Ausstellung neu gestaltet. Sie gehört heute als Gedenkstätte zur Stiftung Hamburger Gedenkstätten und Lernorte zur Erinnerung an die Opfer der NS-Verbrechen.
Bis 1939 kamen im Konzentrationslager beziehungsweise dem Untersuchungsgefängnis der Gestapo mindestens 76 Häftlinge ums Leben. In einem Gedenkbuch sind etwa 250 Ermordete bis Kriegsende aufgeführt, dabei handelt es sich vorwiegend um Widerstandskämpfer und Juden. Insgesamt kamen über 500 Frauen und Männer in den Haftstätten in Fuhlsbüttel durch Misshandlung, Ermordung oder dadurch, dass sie in den Tod getrieben wurden, ums Leben.
An Ermordete im KZ Fuhlsbüttel erinnern im Hamburger Stadtgebiet auch einige Stolpersteine vor den letzten Wohnorten der Opfer.